# ثغرة أمنية (حوسبة)
الثَّغرة الأمنية (بالإنجليزية: Security Bug)‏ هو مصطلح يطلق على مناطق ضعيفة في أنظمة تشغيل الحاسب، هذه المناطق الضعيفة يمكن التسلل عبرها إلى داخل نظام التشغيل، ومن ثم يتم التعديل فيه لتدميره نهائيا مثلا، أو للتجسس على المعلومات الخاصة لصاحب الحاسب الالي المخترق، أو ما يعرف بجهاز الضحية.
تظهر الثغرات الأمنية في جميع البرمجيات أيضا وليس فقط أنظمة التشغيل وهي بسبب أخطاء برمجية أثناء تطويرها ارتكبها المطورين وهي تشكل خطرا أمنيا بسبب عدم اكتشافها احيانا لإصدار حل وترقيع لها مثل ثغرات اليوم الصفر (بالإنجليزية: Zero-day)‏ التي دائماً ما يستعين بها القراصنة في جرائمهم الإكترونية.
تفاديًا للتسلل غير القانوني عبر الثغرات الأمنية وُجد ما يُعرف بمنصات مكافأة الثغرات وتمارين الفريق الأحمر، تعترف بها العديد من الحكومات حول العالم وتموّلها، وتُعرَف منصة بق بونتي بوصفها أشهرمنصات مكافآت الثغرات في الشرق الأوسط.
وعلى سبيل المثال.. اكتشف باحثون و خبراء الامن السيبراني في شركة "Zscaler" المتخصصة في مجال تقديم خدمات البرمجيات الأمنية، وجود 117 ثغرة تقنية في حزمة تطبيقات "مايكروسوفت 365" المكتبية، والتي قد تسمح بإدخال محتوى غير مرغوب فيه إلى ملفات المستخدمين